# Sergio Gallardo
Sergio Gallardo (Ponferrada, León, España, 22 de marzo de 1979) es un atleta español especialista en las pruebas de medio fondo. Su etapa de gloria coincidió cuando competía para el FC Barcelona, y Nike Internacional, equipos con los que corrió de 2002 a 2008.
Fue medalla de plata en el Europeo en Pista Cubierta en 2007, por detrás de Juan Carlos Higuero y por delante de Arturo Casado, consiguiendo un histórico triplete de españoles en el 1.500 metros.
Actualmente, sigue ostentando el récord del Campeonato Iberoamericano en la prueba de 1.500 metros, con una marca de 3'37"34, realizada en Huelva en el año 2004.
El 24 de marzo de 2010 anunció su retirada del atletismo profesional. Regresó a la élite en diciembre de 2011, proclamándose campeón de Castilla y León de invierno de los 3.000 metros lisos, con una marca de 8 minutos y 25 segundos.
Fue concejal en el Ayuntamiento de Ponferrada elegido por la formación IAP (Independiente agrupados de Ponferrada) y responsable del Área de Deportes y Juventud
Durante su mandato, presidió la Fundación de Deportes de Ponferrada, entidad encargada de gestionar la realización del Campeonato del Mundo de Ciclismo en Carretera Ponferrada 2014.

## Palmarés
| Año  | Competición                         | Ciudad                  | Clasificación | Disciplina |
| ---- | ----------------------------------- | ----------------------- | ------------- | ---------- |
| 2001 | Universiadas                        | Pekín, China            | 5º            | 1500 m     |
| 2001 | Europeo Sub-23                      | Ámsterdam, Países Bajos | 3º            | 1500 m     |
| 2004 | Mundial en Pista Cubierta           | Budapest, Hungría       | 5º            | 3000 m     |
| 2004 | Ibero Americano                     | Huelva, España          | 1º            | 1500 m     |
| 2006 | Mundial en Pista Cubierta           | Moscú, Rusia            | 5º            | 1500 m     |
| 2006 | Europeo de Atletismo                | Gothenburg, Suecia      | 5º            | 1500 m     |
| 2006 | Campeonato España en Pista Cubierta | San Sebastián, España   | 1º            | 3000 m     |
| 2007 | Europeo en Pista Cubierta           | Birmingham, Inglaterra  | 2º            | 1500 m     |
| 2007 | Mundial de Atletismo                | Osaka, Japón            | 12º           | 1500 m     |

## Marcas personales
- 800 metros lisos - 1:46.65 min (2001)
- 1000 metros - 2:18:50 min (2006)
- 1500 metros lisos - 3:33.43 min (2007)
- 1500 metros lisos PC - 3:37:47 min (2007)
- 3000 metros lisos - 7:44:15 min (2005)
- 3000 metros lisos PC - 7:48.27 min (2004)